# Bojurovo, Dobrici
Bojurovo (în bulgară Божурово, în română Nastradin) este un sat în comuna Dobricika, regiunea Dobrici, Dobrogea de Sud, Bulgaria. 
Între anii 1913-1940 a făcut parte din plasa Ezibei a județului Caliacra, România.

## Demografie
Componența etnică a satului Bojurovo
     Bulgari (34,36%)
     Romi (17,46%)
     Turci (47,03%)
     Nicio identificare (1,14%)
La recensământul din 2011, populația satului Bojurovo era de 876 locuitori. Nu există o etnie majoritară, locuitorii fiind turci (47,03%), bulgari (34,36%) și romi (17,46%). Pentru 1,14% din locuitori nu este cunoscută apartenența etnică.